# Neue Bukowinaer Lokalbahn-Gesellschaft
Die Neue Bukowinaer Lokalbahn-Gesellschaft (NBLG) waren eine Lokalbahngesellschaft in der Bukowina im Kaiserreich Österreich-Ungarn.
Sie wurde am 25. September 1895 konzessioniert, wurde schließlich 1897 gegründet und verwaltete einige Lokalbahnen sowie auch Schmalspurbahnen (760 mm) in der Bukowina.
Unter ihrer Verwaltung bestanden folgende Strecken:
- Lokalbahn Hliboka–Sereth (heute Hlyboka–Siret; Eröffnung am 1. Januar 1897 – Streckenlänge 18,265 km)
- Lokalbahn Itzkany–Suczawa (heute Ițcani–Suceava; Eröffnung am 1. Januar 1897 – Streckenlänge 4,851 km)
- Lokalbahn Radautz–Brodina (heute Rădăuți–Brodina; Eröffnung am 7. Juli 1898 – Streckenlänge 41,371 km)
  - Schleppbahn Karlsberg–Putna (Streckenlänge 5,456 km)
- Lokalbahn Nepolokoutz–Wiznitz (heute Nepolokiwzi–Wyschnyzja; Eröffnung am 7. Juli 1898 – Streckenlänge 43,914 km)
- Lokalbahn Luzan–Zaleszczyki (heute Luschany–Salischtschyky; im Anschluss an die Lokalbahn Zaleszczyki–Chortków der Ostgalizischen Lokalbahnen; Eröffnung am 12. Juli 1898 – Streckenlänge 43,541 km)
- Lokalbahn Hadikfalva–Radautz (heute Dornești–Rădăuți; am 1. Juli 1898 von den Bukowinaer Lokalbahnen gekauft und übernommen – Eröffnung am 17. November 1889 – Streckenlänge 8,140 km)
- Lokalbahn Werenczanka–Okna (Streckenlänge 23,246 km)
  - Teilstrecke Werenczanka–Jurkoutz (Eröffnung am 17. Oktober 1909)
  - Teilstrecke Jurkoutz–Okna (Eröffnung am 1. Januar 1910)
- Schleppbahn Sereth–Synoutz Reichsgrenze (Eröffnung am 27. Juni 1911 – Streckenlänge 5,735 km)
- Schmalspurige Lokalbahn Brodina–Seletin (Streckenlänge 20,951 km)
  - Teilstrecke Brodina–Sipitul (Eröffnung am 10. August 1912)
  - Teilstrecke Sipitul–Seletin (Eröffnung am 26. Oktober 1913)

Die ersten 5 Strecken wurden schon in der ersten Konzessionsurkunde vom Staat bewilligt, die Lokalbahn Werenczanka-Okna wurde am 19. Februar 1907 sowie neuerlich am 9. Januar 1909 konzessioniert.
Da die Gesellschaft keine eigenen Betriebsmittel hatte, lag die Betriebsführung der Bahn in den Händen der k.k. österreichischen Staatsbahnen.
Die BLB selbst bestand bis zum Ende des Ersten Weltkrieges 1918/19, danach wurde sie aufgelöst und die Strecken gingen, da die Bukowina nun ein Teil Großrumäniens wurde in den Besitz der Căile Ferate Române (Rumänische Staatseisenbahngesellschaft) über.